# فرانتس هانریتر
فرانتس هانریتر (انگلیسی: Franz Hanreiter; ۴ نوامبر ۱۹۱۳ – ۲۱ ژانویهٔ ۱۹۹۲) بازیکن فوتبال اهل آلمان بود.
از باشگاه‌هایی که در آن بازی کرده‌است می‌توان به باشگاه فوتبال آدمیرا واکر مودلینگ اشاره کرد.
وی همچنین در تیم‌های ملی فوتبال اتریش و آلمان بازی کرده‌است.